# Jan Kraśko
Jan Kraśko (ur. 1954) – polski tłumacz anglojęzycznej literatury sensacyjnej. Przełożył ponad 170 powieści, w tym autorstwa Johna Grishama, Roberta Ludluma, Toma Clancy'ego, Iana Fleminga.
Absolwent filologii angielskiej na Uniwersytecie Warszawskim.
Zanim zajął się zawodowo tłumaczeniem książek, pisał powieści sensacyjne pod własnym nazwiskiem oraz wspólnie z Elżbietą Zawadowską-Kittel pod pseudonimem Jonathan Trench. Był także autorem słuchowisk radiowych oraz nauczycielem języka angielskiego w Zespole Szkół Elektronicznych w Warszawie. W 1990 roku ukazała się najpopularniejsza jego powieść, Tunel, opowiadająca o akcji przeciw złodziejom dzieł sztuki w nieistniejącym jeszcze wtedy tunelu pod kanałem La Manche.
Jego żona Anna Kraśko spolszczyła w latach 1989–2003 kilkanaście książek, m.in. Szklane jezioro Maeve Binchy.

## Najbardziej znane tłumaczenia
- John Grisham Rainmaker, Bractwo, Ominąć święta, Malowany dom, Wezwanie, Król afer, Czuwanie, Ostatni sędzia, Wielki Gracz, Niewinny
- Robert Ludlum Klątwa Prometeusza, Protokół Sigmy, Przymierze Kasandry, Zlecenie Jansona, Opcja paryska
- John le Carré Z śmiertelnego zimna
- Ian Fleming Goldfinger
- Tom Clancy Czerwony Królik
- David Morrell Rambo, pierwsza krew
- Joan Collins Wendeta (z A. Kraśko), Lucky, Dreszcz
- Danielle Steel Przesyłka specjalna
- Don DeLillo Libra
- Alistair MacLean Śluza
- Alex Garland Plaża, Krzyżościan

## Powieści
Wydane pod własnym nazwiskiem:
- Orbita śmierci (1986)
- Atomowy ring (1987)
- Strażnicy północnej rafy (1988)
- Skorpion (1989)
- Tunel (1990)

Wydane pod pseudonimem Jonathan Trench: (współautor: Elżbieta Zawadowska-Kittel)    
- Czeka na mnie Tina (1982)
- Wieczór przy Oak Lane (1984), zekranizowana jako Trójkąt bermudzki (1987)
- Pięć butelek sherry i bukiet róż (1985)
- Geniusz z Kimberley (1985)
- Kasyno (1988)